# Dois Tempos (série de televisão)
Dois Tempos é uma série de televisão via streaming brasileira produzida pela Cinefilm sob o selo Star Original Productions para a The Walt Disney Company. Estrelada por Mari Oliveira e Sol Menezes, e dirigida por Vera Egito, a série conta a história de duas mulheres que vivem em épocas diferentes e desejam mudar de vida que viajam no tempo e acordam uma no corpo da outra. Dois Tempos teve seu lançamento em 10 de maio de 2023 no Star+.

## Sinopse
Paz é uma famosa influencer de 2022, mas seu mundo cai quando ela é cancelada na internet e começa a perder seguidores nas redes sociais. Cecília é uma escritora de 1922, que se vê forçada a se casar com o filho do homem que está tentando dar um golpe em sua família. Sem perspectiva de escapar de seus destinos, ambas desejam fugir daquelas vidas para serem livres e felizes de verdade. Mal sabem elas que as forças do universo vão dar uma ajudinha e elas terão seus desejos atendidos: vão viajar no tempo, acordando uma no corpo da outra.

## Elenco

### Principal
- Mari Oliveira como  Cecilia Alves
- Sol Menezzes como Paz Martins
- Martha Nowill como Mia Ramos
- Leonardo Bianchi como Thiago Coelho
- Paulo Rocha como Maurício
- Dadá Coelho como Luiza Martins
- Luiza Nery
- Bel Moreira como Gabriela Silva
- Agda Couto como Anika Garcia

### Condjuvante
- Duda Pimenta como Terezinha
- Tulio Starling como Raul Lisboa
- Letícia Novaes como Bertha Lisboa
- Nicolas Anhert como Pedro Ramos
- Eduardo Silva como Padre Faustino
- Isabella Marioto como Anesia de la Rosa
- Breno Ferreira como Guillerme 'Gui' Matias
- Pamela Pacífico como Maria Lisboa
- Ayana Amorim como Inaë Almeida
- Luisa Salles como Lua Lisboa

## Episódios
| N.º | Título | Dirigido por | Escrito por | Lançamento         |
| --- | ------ | ------------ | ----------- | ------------------ |
| 1   | ASA    | ASA          | ASA         | 10 de maio de 2023 |

## Produção
Em novembro de 2021, foi anunciado que Vera Egito estava dirigindo uma série de televisão para o Star+ chamada Dois Tempos, também co-escrita por ela, que estava sendo gravada em São Paulo e Santos. Foi confirmado também que Paulo Rocha, Dadá Coelho, Letrux e Sol Menezzes haviam se juntado ao elenco. No mesmo seguinte, foi divulgado que Mari Oliveira e Sol Menezzes seriam as protagonistas da série. Em 17 de janeiro de 2022, foi anunciado que as gravações da série haviam terminado.

## Lançamento
Dois Tempos estava prevista para ser lançada no Brasil em 26 de outubro de 2022, mas por conta de atrasos na pós produção, o Star+ adiou a série e oficializou a data de 10 de maio de 2023 para o lançamento.